# Magyar stilisztika Romániában

## Magyar stilisztika Romániában
A magyar nyelvre és nyelvszövegekre vonatkozó stilisztikai kutatások a határainkon túl élő magyar kisebbségek körében is igen fontosak, az alábbiakban a romániai magyarok stilisztikai kutatásait tekintjük át, amelyek természetesen (és a lehetőségek szerint) összefüggésben vannak a magyarországi kutatásokkal.

### 1918 után
Önálló kutatási ágazatként az 1960-as évektől jelentkezik a romániai magyar tudományosságban. Szabó Zoltán kezdeményezésére a BBTE Magyar Nyelvészeti Tanszékén ekkor kezdtek először programszerűen stílusjelenségekkel, majd később általánosan összegező stíluskutatással foglalkozni. Az itt jelentkező kutatók különböző tárgyválasztásaik ellenére közös elvi alapot választva valamennyien a modern nyelvelméletekre támaszkodnak. Ez, az európai fejlődésnek megfelelően, kezdetben a strukturalizmus volt, ennek is a jelentéstani ágazata; a későbbiekben a szemiotika, a matematikai nyelvészet, a generatív grammatika, a századvég közeledtével meg a szövegnyelvészet lett a legfőbb inspirációs forrásuk (vö. Szabó Zoltán: A mai stilisztika nyelvelméleti alapjai. Kolozsvár, 1977); szintén együvé tartoznak abban az értelemben is, hogy a stílust, számtalan más lehetőség közül, megkülönböztető erejű, nyelvileg elemezhető, leírható szövegsajátosságnak tartják. Ezért szokás velük kapcsolatban kolozsvári iskoláról beszélni.
Ennek a csoportnak a fellépése előtt Erdélyben a stilisztika területén kevés dolog történt. 1918 után elsősorban az iskolai anyanyelvi oktatás gyakorlati szükségleteire kellett koncentrálni. Olyan tankönyvekre volt szükség, amelyek hozzásegíthették a magyar tanulóifjúságot anyanyelve épségének-szépségének megőrzéséhez, szabatosságának, világosságának, kifejezőerejének műveléséhez, ápolásához. Nem véletlen tehát, hogy a 20. század első felében normatív, előíró jellegű stilisztikákra volt szükség. Ebből a felismerésből született meg Bilinszky János és György Lajos tankönyve (Stilisztika olvasókönyv középiskolák és polgári iskolák III. osztálya számára. Dicsőszentmárton, 1922; illetve Stilisztika. Fiú- és leányközépiskolák III. osztálya számára. Kolozsvár, 1922). Mindkettő szemléleti és módszertani vonatkozásban egyaránt a kor tudományos színvonalán állt: a magyar stilisztika mindmáig rendkívül nagy képzettségű művelőjét, Négyesy Lászlót követték. Az 1940-es évektől kezdve György Lajos a Kolozsvárra visszatérő I. Ferenc József Tudományegyetemen már a másik nagy előd, a kitűnő stilisztikus, Zlinszky Aladár elveit és módszereit szintén beépítette saját koncepciójába.
Az ugyanitt 1947-ig oktató Benedek Marcell vers- és prózaelemzéseit a korszerűség jellemezte. Bár Európa-szerte a kutatók (főleg a genetikus, lélektani stíluselemzéseket tökélyre fejlesztő Leo Spitzer) ekkor a stílus egyéni sajátosságainak, a stílus és ember, a stílus és lélek bensőséges kapcsolatának a kimutatását tűzték ki célul, Benedek Marcell inkább az irodalmiság stilisztikai lényegére összpontosított, a stílus szépségét, gazdagságát emelte ki, ezt az eljárást tartotta a mi körülményeink között nevelő értékűnek (Az irodalmi műveltség könyve. Kolozsvár, 1946 – végső formájában: Az olvasás művészete. Budapest, 1957).
A Bolyai Tudományegyetem bölcsészkarán 1947-től Szabédi László lépett Benedek Marcell örökébe. Ő szintén a stílus nyelvi szerveződését kutatta; Az irodalmi nyelv története című, máig kiadatlan egyetemi előadássorozatában, amely a magyar stílustörténet megalkotására tett első kísérlet volt, komplex módszert alkalmazott. Az Ómagyar Mária-siralomtól Vörösmarty költészetéig ívelő korszakot átfogó előadásaiban a lélektan–nyelvészet–esztétika elemzési eszközeinek értő ötvözésével hozott újat a hazai egyetemi oktatásban. Az 1950-es évek első felétől ő már felfigyelt az akkoriban (eredményessége okán) egyre inkább előtérbe kerülő funkcionális stilisztikai irányzat megkerülhetetlenségére. A költői képekről, valamint a versek hangzásvilágáról (A művészi képről. In: Nyelv és irodalom. Bukarest, 1956 és A magyar ritmus formái. Uo. 1955) mindig a nyelvi és nem nyelvi kontextusok összjátékára sarkítva mutatott rá. Hangsúlyozta, hogy a tartalom és a forma egymást alakító kapcsolatából származik a nyelvi kifejezésmód, azaz a stílus rejtett jelentéseket sugalló ereje, minőségeinek sokféle színezete.
Szabédi a stílustörténetként felfogott irodalmi nyelvi stílus kutatásának volt a Magyar Nyelvtudományi Tanszéken a diákság csodálatát joggal élvező előmozdítója. 1959-ben történt tragikus haláláig azonban a leíró stilisztika, mint olyan, tantárgyként nem létezett. Az örökébe lépő Szabó Zoltán szintén a szépirodalmi stílus történeti fejlődésének a vizsgálatát folytatta tovább. Ő érlelte elméletté az addigi elemzési gyakorlat tanulságait. Alapos nyelvészeti képzettsége nyelvi konkrétumokon alapuló szintézisre sarkallta. Rámutatott, hogy a kronológia tengelyén jelentkező íróknak, költőknek olyan egyező és egymástól eltérő kifejezésmódbeli eszköztáruk van, amelyek egyidejű és egymás utáni jelentkezésükben egyaránt leírhatók és összevethetők. Az azonosságokból, mint mondta, jól megragadható fejlődésvonalak, stílustendenciák rajzolódnak ki, amelyek stílustörténetként értelmezhetők. Először a Kis magyar stílustörténetben (Bukarest, 1970) összegezte kutatásai eredményeit, majd a későbbiek során tovább pontosítva eredeti elképzelését, a nemzetközi szakirodalomban is egyedülálló stílustörténeti szintézist hozott létre (átdolgozott, kiegészített változat: Kis magyar stílustörténet. Budapest, 1982). A magyar irodalom hét évszázadát felölelő munkájában a változások lényegét, irányát, sajátosságait és eredményeit jelző irányzatokat, tendenciákat igyekezett megragadni. Ehhez saját módszert dolgozott ki: hierarchikus rendbe állítva vizsgálta a stílusban nyelvileg megragadható, jelentéshordozó stilémákat, azaz többlettartalmat sugárzó elemeket: hangváltásokat, vers-zenét, szóhasználatot, képalkotást, a mondatformákat és a szövegszerkezeteket. Következetesen igazodott a kigondolt lépcsőzetességhez:
- 1) konkrét művek stílusa; az összehasonlításukból általánosítással nyert
- 2) egyéni stílus: – az egyéni stílusok egybevetésével létrehozható újabb absztrakció
- 3) a stílusfejlődési tendencia vagy stílusirányzat, röviden irányzat, esetleg áramlat. Ez a hierarchia felső szintje, amely a következőképpen absztrahálható: elsőként el kell készíteni az egymást követő korszakok ún. szinkrón metszeteit, majd a kronológiai tengelyen haladva össze kell hasonlítani őket. Az a kategória, amely így létrehozható, általánosításként, azaz absztraktumként értelmezhető és értékelhető. (A nemzetközi szakirodalomban nem mindenki fogadja el az általánosítással nyert stíluskategóriák, mint egyéni stílus, korstílus létezését. E kérdés magyar visszhangjában jelentkező elismerésekre és kételyekre lásd egyebek mellett Martinkó András írása, Kritika, 1971/5.)

A hazai magyar silisztika egyik jellemzője tehát a történetiség előtérbe állítása. Az ekkor már nagy elismerésnek örvendő funkcionális és strukturalista alapvetésű, jelentéstanilag jól behatárolható leíró stilisztika 1960-tól szintén Szabó Zoltán jóvoltából lett önálló egyetemi diszciplína. Oktatója először ő maga volt, majd az 1970-es évek elejétől 1994-ig Józsa Nagy Mária). Nyugdíjazását követően Pethő Ágnes lépett a helyébe, akinek sikerült az addig már önnön lehetőségeit kifutó leíró stilisztikát nemzetközi vonatkozásban is új, produktív módon továbbfejlesztenie.
A leíró stilisztika hazai oktatásában a F. de Saussure strukturalista nyelvelméletében gyökerező Ch. Bally tanításait követve az expresszivitásra, a nyelvi elemek kifejező erejére, azaz érzelmi–hangulati–jelentés szerinti többlettartalmára összpontosító tudománynak tekintették ezt a tantárgyat. A kommunikációs összetevőktől függő többlettartalmak szerveződésének a mikéntjét, hogyanját vizsgálták, tehát nem a régi retorikai-poétikai osztályozó (taxonomizáló) módszert alkalmazták. Leíró stilisztikájuk, A kis magyar stilisztika (Bukarest, 1968) megírásakor a négy szerző: Bartha János, Horváth Tibor, Józsa Nagy Mária és Szabó Zoltán A magyar stilisztika vázlata című magyarországi egyetemi kézikönyvet (Budapest, 1959) választotta mintául. Ebben ugyanis Fábián Pál, Szathmári István és Terestyéni Ferenc már magas színvonalon összegezte mindazokat az elméleti-módszertani újításokat, amelyek a nemzetközi szakirodalomban a 20. század első felétől világossá tették, hogy a klasszikus retorikában/poétikában alkalmazott tanítások nem elégségesek a stílus törvényszerűségeinek megértéséhez/megértetéséhez. A modern szemantika, a rész–egész, a nyelvi elem és szövegkörnyezet kérdése ebben a vonatkozásban a stilisztikai elméletből és gyakorlatból nem maradhat ki.
A kolozsvári szerzők nem a nemzeti stilisztika pontos hasonmását akarták létrehozni. Amazénál tömörebb, összevontabb tárgyalásmódot választottak. Szerencsésen beolvaszthatták könyvükbe az eltelt években megjelent újabb román, magyar és más nyelvű szaktanulmányok fontos megállapításait. Ugyanakkor a hazai magyar nyelv oktatásának ilyen természetű hiányait pótolandó, szükségszerűnek ítélt eklektikus tárgyalásmódra vállalkoztak. A könyvet a stilisztika történetének vázlatszerű összefoglalója vezeti be, és a tárgyalt stíluseszközök funkcionálását példázandó, stilisztikai elemzéseket tartalmazó fejezet zárja. Ez lett a könyv legvitatottabb része.
A stílusértékkel telített elemek rendszerező bemutatásában mindkét egyetemi tankönyvben a szépirodalmi példáké a mennyiségi-minőségi főszerep. Nem a többi nyelvi stílus (tudományos, publicisztikai, hivatalos nyelvi, stb. stílusváltozat) létének a semmibevevése az ok, hanem az idevágó előtanulmányoknak az akkor még nyomasztó hiánya.
A kis magyar stilisztika megjelenése egyben híradás volt arról, hogy az egyetemen ez a tantárgy többé nem a „Bevezetés az irodalomba” című agyonideologizált kurzus egyik korszerűtlen fejezete. Az elkövetkező csaknem három évtizedben Szabó Zoltán, mint a stílustörténet kutatója-előadója, Józsa Nagy Mária meg a leíró stilisztika tanáraként, igyekeztek az előadásokban továbbra is hasznosítani a modern nyelvtudomány, a matematikai nyelvészet, a szemiotika (sőt Jakobszon fellépését követően az irodalomtudomány és poétika), az információelmélet, stb. a stilisztikát is érintő eredményeit. (A végső „győzelem” a szövegnyelvészeté lett.) Egyebek mellett sokban alapoztak Károly Sándor Általános és magyar jelentéstan című könyvének (Budapest, 1970) jelentésstruktúrákat értelmező elveire és osztályozási szempontjaira. Az irodalomtudományban a strukturalizmust sikerrel hasznosító és továbbgondoló Hankiss Elemér hatása volt talán a legnyilvánvalóbb. De nem hiányozhat a modern poétika atyja, Roman Jakobszon nevének a megemlítése sem: az ő tanításának hatása jól érződik az előadók és az ekkorra már önálló kutatókká váló, kitűnő szemináriumi dolgozatokat, tanulmányokat, államvizsga-dolgozatokat meg doktori értekezéseket készítő tanítványok munkáiban.
A stilisztika hazai művelői nem feledkeztek meg az itthoni lehetőségek kiaknázásáról sem. Mindvégig igyekeztek követői és közvetítői lenni mindannak, amit a román nyelvtudományban elismerésre méltónak, eredeti elvnek és a stilisztikában követendő, produktív módszernek tartottak.
A kolozsvári kutatócsoport tagjai, Szabó Zoltán kitűnő irányító készségének köszönhetően, a következő fórumokon jelentkeztek kisebb-nagyobb rendszerességgel: nemzetközi és hazai nyelvészeti kongresszusokon, tudományos értekezleteken, tudományos folyóiratokban, mindenekelőtt a hazai magyar nyelvű NyIrK-ben, a magyarországi Magyar Nyelvőrben, Magyar Nyelvben, Nyelvtudományi Közleményekben; irodalmi folyóiratokban (Utunk, Korunk, A Hét).
A különböző helyeken, valamint az önálló tanulmánykötetekben, gyűjteményes kiadványokban (Irodalomtudományi és stilisztikai tanulmányok. I–II. Bukarest, 1981, 1984), jelenségmonográfiákban közzétett eredményeik, újító jellegű elméleti, módszerbeli eljárásaik kritikai jellemzése szintén Szabó Zoltán könyvében olvasható.
Ebben az időszakban a BBTE Magyar Nyelvészeti Tanszékén összpontosuló stíluskutatás legfontosabb eredményei a következők voltak: P. Dombi Erzsébet több újító jellegű előtanulmány után értékes jelenségmonográfiát készített a szinesztéziáról, amelyben alkotó módon alkalmazta a modern jelentéstant, az információelméletet, valamint a stílusstatisztikát (Öt érzék ezer muzsikája. A szinesztézia a Nyugat lírájában. Bukarest, 1974); J. Nagy Mária egy újszerű cseh strukturalista tipológia felhasználásával elkészítette a szépirodalmi kifejezési kategóriák példákkal és funkcionális elemzésekkel szemléltetett rendszerét s rámutatott e kategóriáknak a műelemzésekben való alkalmazhatóságára (A szó művészete. Bevezetés a stíluselemzésbe. Bukarest, 1975); Murvai Olga a stilisztika időszerű kérdéseit ismertető antológiák közzététele mellett elsősorban a szabad függő beszédnek az impresszionizmusra alapozó szövegnyelvészeti vizsgálatával járult hozzá a kolozsvári iskola rangosodásához (Szöveg és jelentés. Bukarest, 1980); Dobos B. Magda a nominális szerkesztésmódok szövegtípusainak a stílusfestő szerepéről értekezett (A nominális szerkesztésmód a magyar impresszionista szépirodalomban. Bukarest, 1980); Kabán Annamária a tudományos stílus szövegtipológiájának a megalkotását tűzte ki céljául (A magyar tudományos stílus a kezdetektől a felvilágosodás koráig. Budapest, 1990).
A hazai stilisztika természetesen nemcsak nyelvészeti kötöttségű. Rendszerszerű irodalmi stilisztikát nem írtak ugyan, mégis a stílus számos kérdésének a tisztázásában egyfelől az íróknak, például Páskándi Gézának, Szilágyi Domokosnak, Deák Tamásnak volt jelentős hozzájárulása, másfelől meg a műkritikusoknak, többek között K. Jakab Antalnak, Láng Gusztávnak (a Kiskatedra című Utunk-rovatban) a stíluskérdések megvitatásában, a stílus törvényszerűségeinek hiteles feltárásában. Ők az irodalmi folyóiratokban közzétett rangos esszékben, vitairatokban, az irodalom értő olvasására nevelő, rendszeresen megjelenő műelemzésekben fejtették ki szakavatott véleményüket, s irodalmárokként, költőkként hatásos szemléletalakító szerepük volt.
Különösen az 1960-as évek voltak hangosak a stílusvitáktól (Páskándi Géza: Az önmagát és a tárgyát láttató nyelvről. Utunk, 1966/46; K. Jakab Antal: Nyelv – vagy stílus? Utunk, 1966/51). Tanulságosak K. Jakab Antal és Láng Gusztáv Gondolatok a líráról címmel közölt vitaírásai. Utunk, 1968/49. és 50). Szilágyi Domokos a jeles román esztéta, Tudor Vianu stilisztikai tanulmányainak magyarra fordításával gazdagította kortársai stíluselméleti tudását (A metafora kérdései és egyéb tanulmányok. Bukarest, 1967).
Stíluskutatóként jelentkezett először Cs. Gyimesi Éva is. Neki sikerült átmentenie a nyelvészeti stílusfogalmat az irodalmiság lényegének leírásába, legváltozatosabb formáinak a vizsgálatába. Számos eredeti következtetésre jutott a tárgyias intellektuális stílus és a modern magyar irodalom változatos formáinak esztétikai-stilisztikai elemzése terén (Találkozás az egyszerivel. Kísérlet mai líránk értelmezésére. Bukarest, 1978). Az 1980-as évektől egyre inkább a hermeneutika felé fordult a figyelme. Könyve, a Teremtett világ. Rendhagyó bevezetés az irodalomba, megjelenése idején (1983) nem csak szakmailag, de politikailag is merész leszámolás volt a marxista jóváhagyású utánzáselmélettel. Eredeti módszerei a műalkotások retorikai-stilisztikai komponensének vizsgálatában érvényesülnek kitűnően (Álom és értelem. Szilágyi Domokos lírai létértelmezése. Bukarest, 1990; Gyöngy és homok. Bukarest, 1992). Ebben az utóbbi tanulmányban ismét témává tette a transzilvanizmust.
Mindvégig a kolozsvári iskola tagja maradt Murvai Olga, aki didaktikai tevékenységét a bukaresti egyetem Hungarológia Tanszékén fejtette ki. Őt tarthatjuk Szabó Zoltán legközvetlenebb munkatársának, 2007-et követően szellemi hagyatéka megőrzőjének és folytatójának.
Arról, hogy a Szabó Zoltán köré csoportosuló kutatók összegező szándékú, tematikus stílusvizsgálatot végeztek, nem csupán az eddig megemlített kiadványaik tanúskodnak, ezt bizonyítják az impresszionizmusról megjelentetett munkák (Tanulmányok a magyar impresszionista stílusról. Bukarest, 1976), valamint más kiadványaik, mint például a szecesszióról szóló tanulmánygyűjtemény (Arany alapra arannyal. Budapest, 2002), de még inkább a szövegvizsgálat új módszereit bemutató/alkalmazó tanulmányoknak az akkor nagy szakmai újdonságnak számító kötete, A szövegvizsgálat új útjai (Bukarest, 1982). Az eleddig már ismert és elismert nevek mellé, mint P. Dombi Erzsébet, Murvai Olga, Kabán Annamária, újabbak sorakoznak: Túros Endre, Csutak Judit, Józsa Mária (Sándor Mária), Sájter Laura, stb. Ezekben az években ugyancsak a Szabó Zoltán, valamint J. Nagy Mária irányításával sok államvizsga-dolgozat készült stilisztikából, jelezvén az ide összpontosuló kutatói kedv megélénkülését, a diszciplínára való érdemi felfigyelést.

### 1989 után
Az 1989-es rendszerváltozás az egyetemen a diáklétszám és a tanári kar bővülésével, a kutatási horizontok tágításával megnövelte a stílusvizsgálat mennyiségi-minőségi lehetőségeit.
Ebben a szerencsés új helyzetben valóra válhatott Szabó Zoltánnak az a kifejezett törekvése, hogy a stilisztikát szövegstilisztikaként fogadtassa el: hogy a stílusnak a különböző szövegszinteken elhelyezkedő elemeit szűkebb és tágabb szövegkörnyezetben kialakult kapcsolatrendszerük, hatásmechanizmusuk függvényében, pragmatikai szempontokat sem elhanyagolandó módon értelmezzék és értékeljék (Szövegnyelvészet és stilisztika. Budapest, 1988).
A legmodernebb stilisztikában már szövegnyelvészeti támpontokat találunk (Kabán Annamária: Egy korszerű stilisztika szövegnyelvészeti alapjai. Korunk, 1990/4). A Szabó Zoltán szorgalmazta szövegstilisztikában a Petőfi S. Jánostól kezdeményezett és kidolgozott szemiotikai textológia a maga tudományközi kapcsolataival együtt szerepel a tárgyalásmód, a felépítés meghatározójaként (Egy lehető szövegstilisztikáról. Magyar Nyelvőr,  2005/4. 437–452).
Murvai Olga szövegstilisztikai kutatásaiban magas szinten valósul meg ez az elképzelés. Mikszáth szinkretizmusáról írott tanulmánya mellett Vers-rekviem című kötete (Kolozsvár, 2005) igazolja vissza a leginkább ezt a minősítést. A Halottak napja Bécsben című Kányádi-vers elemzése során elméleti és módszertani szempontból egyaránt jól működő sokszempontúsággal sikerül bebizonyítania a szövegstilisztika hasznosságát a stílus összetettségének, egyéni és általános jellemzőinek a leírhatóságában. Az is rendkívül tanulságos, ahogyan az interdiszciplinaritás az elemzésben szervesen kiegészül Murvai Olga szubjektív asszociációinak mint szövegpragmatikai tényezőknek a stílussajátosságokat érteni és megértetni képes erejével.
A doktori értekezéssé érlelt témák legsikeresebb szerzői valamiképpen mindig Szabó Zoltán szövegstilisztikájához tesznek hozzá értékes adalékokat, bizonyságául annak, hogy ő életképes kutatási „taktikát” dolgozott ki. Például Ajtay-Horváth Magda intertextuális megközelítésben, szupertextust absztrahálva vizsgálja a motívumok genetikus és tipológiai kapcsolatait (A szecesszió stílusjegyei a századforduló magyar és angol irodalmában. Kolozsvár, 2001), Máthé Dénes szemiotikai és stílusirányzati szempontból elemzi a költői képeket, miközben egy pragmatikai alapvetéssel, a hermeneutikához és a kognitív nyelvészethez is közeledve vázol fel egy stílusszemiotikai koncepciót (A költői kép szemiotikai és irányzati vizsgálata a két világháború közötti magyar költészetben – expresszionizmus, szürrealizmus, tárgyias-intellektuális stílus. Kolozsvár, 2005).
A kolozsvári iskola tevékenységének a bemutatása nem zárulhat le több más, a stilisztikai hazai fejlődését előmozdító fiatal kutató nevének említése nélkül (Pletl Rita, Balla-Gurka Ilona, Benő Attila), mint ahogy az sem érdektelen, hogy az irodalomtörténeti kiadványokban szintén fontosnak tartják a művek stilisztikai elemzését (Egyed Emese: Levevék fejemről Múzsák sisakomat. Barcsay Ábrahám költészete. Kolozsvár, 1998).
A tanszéken folyó stilisztikai oktatás Pethő Ágnesnek köszönhetően ma nem süppedt bele a régi mederbe (Múzsák tükre. Az intermedialitás és az önreflexió poétikája a filmben. Csíkszereda, 2003). Ő egyedülállóan új perspektívát nyitott a stilisztika számára: a stílust kommunikáció- és médiumelméleti keretben mint interdiszciplináris jelenséget értelmezi. Ez a szemlélet a szövegeknek élő kontextusban és mediális megformáltságukban való vizsgálatát helyezi előtérbe. A multimediális és intermediális viszonyok tág témaköréből elsősorban a kép és a szövegkapcsolatok stilisztikáját állítja előtérbe, stíluselemzéseiben ezért egyebek mellett két klasszikus stílusalakzatra, az ekphrásziszra és a hipotipózisra helyezi a hangsúlyt. A nyomtatott reklám, a képvers, valamint az irodalomhoz és a nyelvhez sok szállal kötődő film elemzéséhez teremt ezzel alapot. Követőinek máris népes tábora van. Jelentkezésük a Képátvitelek. Tanulmányok az intermedialitás tárgyköréből című reprezentatív válogatásban számottevő (Kolozsvár, 2002). Több doktori dolgozat, például a Sándor Kataliné készül ebből a témakörből, jelezvén a stilisztika honi tárgyváltásának kedvező fogadtatását.
Az 1990-es évek hazai magyar stilisztikai kutatásait Péntek János foglalta össze (Tizenkét év. Összefoglaló tanulmányok az erdélyi magyar tudományos kutatások 1990–2001 közötti eredményeiről. Szerk. Tánczos Vilmos és Tőkés Gyöngyvér. Kolozsvár, 2002. I. 27–28. és irodalom: 36–49). A 2001 utáni adatokat lásd a Scientia Kiadó 2008-ig terjedő katalógusában.